# .ci
.ci (Francês: Côte d'Ivoire) é o código TLD (ccTLD) na Internet para a Costa do Marfim.